# Troendleina marquesana
Troendleina marquesana is een tweekleppigensoort uit de familie van de Lucinidae. De wetenschappelijke naam van de soort is voor het eerst geldig gepubliceerd in 2008 door Cosel & Bouchet.